# Liste over operaer af Alessandro Scarlatti
Dette er en liste over operaer skrevet af den italienske komponist Alessandro Scarlatti (1660–1725).

## Liste
| Titel                                                                         | Genre                   | Inddeling | Libretto                                   | Premieredato                               | Sted, teatre                              |
| ----------------------------------------------------------------------------- | ----------------------- | --------- | ------------------------------------------ | ------------------------------------------ | ----------------------------------------- |
| Gli equivoci nel sembiante                                                    | dramma per musica       | 3 akter   | Domenico Filippo Contini                   | februar 1679                               | Rom, Continis privatteater                |
| L'honestà negli amori                                                         | dramma per musica       | 3 akter   | D F Bernini eller Domenico Filippo Contini | 3. februar 1680                            | Rom, paladset for dronning Christina      |
| Tutto il mal non vien per nuocere (revidert som Dal male il bene Napoli 1687) | commedia per musica     | 3 akter   | D G de Totis                               | januar 1681                                | Rom, Teatro Capranica                     |
| Il Pompeo                                                                     | dramma per musica       | 3 akter   | Nicolò Minato                              | 25. januar 1683                            | Rom, Teatro Colonna                       |
| La guerriera costante                                                         |                         | 3 akter   | F Orsini                                   | karneval 1683                              | Rom, paladset for hertuginnen Bracciano   |
| L'Aldimiro, o vero Favor per favore                                           | dramma per musica       | 3 akter   | D G de Totis                               | 6. november 1683                           | Napoli, Palazzo Reale                     |
| La Psiche, o vero Amore innamorato                                            | dramma per musica       | 3 akter   | D G de Totis                               | 21. desember 1683                          | Napoli, Palazzo Reale                     |
| Olimpia vendicata                                                             | dramma per musica       | 3 akter   | Aurelio Aureli                             | 23. december 1685                          | Napoli, Palazzo Reale                     |
| La Rosmene, o vero L'infedeltà fedele                                         | melodramma              | 3 akter   | D G de Totis                               | karneval 1686                              | Rom, Palazzo Doria Pamphili               |
| Clearco in Negroponte                                                         | dramma per musica       | 3 akter   | Antonio Arcoleo                            | 21. december 1686                          | Napoli, Palazzo Reale                     |
| La santa Dinna                                                                | commedia per musica     | 3 akter   | Benedetto Pamphili                         | karneval 1687                              | Rom, Palazzo Doria Pamphili               |
| Il Flavio                                                                     | dramma per musica       | 3 akter   | after Matteo Noris                         | 14. november 1688?                         | Napoli, Palazzo Reale                     |
| L'Amazzone corsara, o vero L'Alvilda                                          | dramma per musica       | 3 akter   | G C Corradi                                | 6. november 1689                           | Napoli, Palazzo Reale                     |
| La Statira                                                                    | dramma per musica       | 3 akter   | Pietro Ottoboni                            | 5. januar 1690                             | Rom, Teatro Tordinona                     |
| Gli equivoci in amore, o vero La Rosaura                                      | melodramma              | 3 akter   | Giovanni Battista Lucini                   | desember 1690                              | Rom, Palazzo Cancellaria                  |
| L'humanità nelle fiere, o vero Il Lucullo                                     | dramma per musica       | 3 akter   | —                                          | 25. februar 1691                           | Napoli, Teatro San Bartolomeo             |
| La Teodora augusta                                                            | dramma per musica       | 3 akter   | Adriano Morselli                           | 6. november 1692                           | Napoli, Palazzo Reale                     |
| Gerone tiranno di Siracusa                                                    | dramma per musica       | 3 akter   | Aurelio Aureli                             | 22. desember 1692                          | Napoli, Palazzo Reale                     |
| Il nemico di se stesso                                                        |                         |           | —                                          | 24. januar 1693                            | Roma, Teatro Capranica                    |
| L'amante doppio, o vero Il Ceccobimbi                                         | melodramma              | 3 akter   | —                                          | april 1693                                 | Napoli, Palazzo Reale                     |
| Pirro e Demetrio                                                              | dramma per musica       | 3 akter   | Adriano Morselli                           | 28. januar 1694                            | Napoli, Teatro San Bartolomeo             |
| Il Bassiano, o vero Il maggior impossibile                                    | melodramma              | 3 akter   | Matteo Noris                               | foråret 1694                               | Napoli, Teatro San Bartolomeo             |
| La santa Genuinda, o vero L'innocenza difesa dall'inganno (Act 2)             | dramma sacro per musica | 3 akter   |                                            | desember 1694                              | Rom, Palazzo Doria Pamphili               |
| Le nozze con l'inimico, o vero L'Analinda                                     | melodramma              | 3 akter   | —                                          | 1695                                       | Napoli, Teatro San Bartolomeo             |
| Nerone fatto Cesare                                                           | melodramma              | 3 akter   | Matteo Noris                               | 6. november 1695                           | Napoli, Palazzo Reale                     |
| Massimo Puppieno                                                              | melodramma              | 3 akter   | Aurelio Aureli                             | 26. desember 1695                          | Napoli, Teatro San Bartolomeo             |
| Penelope la casta                                                             | dramma per musica       | 3 akter   | Matteo Noris                               | 23. februar 1696? eller 1694               | Napoli, Teatro San Bartolomeo, or Palermo |
| La Didone delirante                                                           | opera drammatica        | 3 akter   | F M Paglia, after A Franceschi             | 28. mai 1696                               | Napoli, Teatro San Bartolomeo             |
| Comodo Antonino                                                               | dramma per musica       | 3 akter   | F M Paglia, after G F Bussani              | 18. november 1696                          | Napoli, Teatro San Bartolomeo             |
| L'Emireno ovvero Il consiglio dell'ombra                                      | opera drammatica        | 3 akter   | F M Paglia                                 | 2. februar 1697                            | Napoli, Teatro San Bartolomeo             |
| La caduta de' Decemviri                                                       | dramma per musica       | 3 akter   | Silvio Stampiglia                          | 15. desember 1697                          | Napoli, Teatro San Bartolomeo             |
| Il prigioniero fortunato                                                      | dramma per musica       | 3 akter   | F. M. Paglia                               | 14. december 1698                          | Napoli, Teatro San Bartolomeo             |
| Anacreonte                                                                    | dramma per musica       | 3 akter   | Bussani                                    | 1698                                       | Pratolino, Villa Medicea                  |
| La donna ancora è fedele                                                      | dramma per musica       | 3 akter   | Domenico Filippo Contini                   | 1698                                       | Napoli, Teatro San Bartolomeo             |
| Gl'inganni felici                                                             | dramma per musica       | 3 akter   | Apostolo Zeno                              | 6. november 1699                           | Napoli, Palazzo Reale                     |
| L'Eraclea                                                                     | dramma per musica       | 3 akter   | Silvio Stampiglia                          | 30. januar 1700                            | Napoli, Teatro San Bartolomeo             |
| Odoardo                                                                       | dramma per musica       | 3 akter   | Apostolo Zeno                              | 5. maj 1700                                | Napoli, Teatro San Bartolomeo             |
| Dafni                                                                         | favola boschereccia     | 3 akter   | F M Paglia                                 | 5. august 1700                             | Napoli, visekongens villa i Posillipo     |
| Laodicea e Berenice                                                           | dramma per musica       | 3 akter   | etter Matteo Noris                         | april 1701                                 | Napoli, Teatro San Bartolomeo             |
| Il pastore di Corinto                                                         | favola boschereccia     | 3 akter   | F M Paglia                                 | 5. august 1701                             | Napoli, visekongens villa i Posillipo     |
| Tito Sempronio Gracco                                                         | dramma per musica       | 3 akter   | Silvio Stampiglia                          | februar 1702                               | Napoli, Teatro San Bartolomeo             |
| Tiberio imperatore d'oriente                                                  | dramma per musica       | 3 akter   | G D Pallavicino                            | 8. eller 17. mai 1702                      | Napoli, Palazzo Reale                     |
| Il Flavio Cuniberto                                                           | dramma per musica       | 3 akter   | Matteo Noris                               | september 1702? (ikke første oppførselen?) | Pratolino, Villa Medicea                  |
| Arminio                                                                       | dramma per musica       | 3 akter   | Antonio Salvi                              | september 1703                             | Pratolino, Villa Medicea                  |
| Turno Aricino                                                                 | dramma per musica       | 3 akter   | Silvio Stampiglia                          | september 1704                             | Pratolino, Villa Medicea                  |
| Lucio Manlio l'imperioso                                                      | dramma per musica       | 3 akter   | Silvio Stampiglia                          | september 1706                             | Pratolino, Villa Medicea                  |
| Il gran Tamerlano                                                             | dramma per musica       | 3 akter   | salvi etter J Pradon                       | september 1706                             | Pratolino, Villa Medicea                  |
| Il Mitridate Eupatore                                                         | tragedia in musica      | 5 akter   | Girolamo Roberti Frigimelica               | 5. januar 1707                             | Venezia, Teatro San Giovanni Grisostomo   |
| Il trionfo della libertà                                                      | tragedia in musica      | 5 akter   | Girolamo Roberti Frigimelica               | 11. februar 1707                           | Venezia, Teatro San Giovanni Grisostomo   |
| Il Teodosio                                                                   | dramma per musica       | 3 akter   | V Grimani?                                 | 27. januar 1709                            | Napoli, Teatro San Bartolomeo             |
| L'amor volubile e tiranno                                                     | dramma per musica       | 3 akter   | Giovan Domenico Pioli and Giuseppe Papis   | 25. mai 1709                               | Napoli, Teatro San Bartolomeo             |
| La principessa fedele                                                         | dramma per musica       | 3 akter   | Agostino Piovene                           | 8. februar 1710                            | Napoli, Teatro San Bartolomeo             |
| La fede riconosciuta                                                          | dramma pastorale        | 3 akter   | Benedetto Marcello?                        | 14. oktober 1710                           | Napoli, Teatro San Bartolomeo             |
| Giunio Bruto, o vero La caduta dei Tarquini (Act 3)                           | dramma per musica       | 3 akter   | Sinibaldi?                                 | 1711                                       | beregnet på Wien, men aflyst              |
| Il Ciro                                                                       | dramma per musica       | 3 akter   | Ottoboni                                   | karneval 1712                              | Roma, Palazzo della Cancelleria           |
| Scipione nelle Spagne                                                         | dramma per musica       | 3 akter   | Apostolo Zeno                              | 21. januar 1714                            | Napoli, Teatro San Bartolomeo             |
| L'amor generoso                                                               | dramma per musica       | 3 akter   | Giuseppe Papis and Silvio Stampiglia       | 1. oktober 1714                            | Napoli, Palazzo Reale                     |
| Tigrane                                                                       | dramma per musica       | 3 akter   | Domenico Lalli                             | 16. februar 1715                           | Napoli, Teatro San Bartolomeo             |
| Carlo re d'Allemagna                                                          | dramma per musica       | 3 akter   | Francesco Silvani                          | 26. januar 1716?                           | Napoli, Teatro San Bartolomeo             |
| La virtù trionfante dell'odio e dell'amore                                    | dramma per musica       | 3 akter   | Silvani                                    | 3. mai 1716                                | Napoli, Palazzo Reale                     |
| Telemaco                                                                      | dramma per musica       | 3 akter   | Carlo Sigismondo Capeci                    | karneval 1718                              | Roma, Teatro Capranica                    |
| Il trionfo dell'onore                                                         | commedia                | 3 akter   | Francesco Antonio Tullio                   | 26. november 1718                          | Napoli, Teatro dei Fiorentini             |
| Il Cambise                                                                    | dramma per musica       | 3 akter   | Domenico Lalli                             | 4. februar 1719                            | Napoli, Teatro San Bartolomeo             |
| Marco Attilio Regolo                                                          | dramma per musica       | 3 akter   | Matteo Noris                               | karneval 1719                              | Rom, Teatro Capranica                     |
| Griselda                                                                      | dramma per musica       | 3 akter   | Apostolo Zeno, revidert av F M Ruspoli     | januar 1721                                | Roma, Teatro Capranica                    |